# Strangolagalli
Strangolagalli è un comune italiano di 2 260 abitanti della provincia di Frosinone nel Lazio.

## Geografia fisica

### Territorio
Il paese si trova sulle pendici dei monti Ernici verso la valle del Liri. Nei pressi del paese si trovano le sorgenti del torrente Triano - La Piana, detto "Rio d'Argento".
Per la maggior parte l'altimetria del territorio comunale è inferiore ai 200 msl, e pertanto definibile come pianura, con le quote maggiori in corrispondenza del Colle Martino 215 msl, e Campo Isabella 208 msl. Nella parte orientale del territorio, in corrispondenza dei confini con Ceprano e Monte San Giovanni Campano scorre il fiume Liri.

### Clima
- Classificazione climatica: zona D, 1830 GR/G

## Origini del nome
L'origine del nome non è certa. Una teoria fa risalire il nome al termine bizantino στρογγύλος (strongúlos, «circolare») unito al longobardo wal («palizzata, fortificazione»), che indicherebbe quindi un insediamento di forma circolare. Un'altra teoria lo fa risalire a un soprannome del XIV secolo o più antico, che significherebbe proprio «[quello che] strangola galli», riferito a chi possedeva l'accampamento, oppure alla forma imperativale «strangola i galli!», come nel nome di una frazione di Castel di Sasso in provincia di Caserta.. Secondo uno studioso del XVII secolo, invece, il nome del comune indicherebbe la villa di un patrizio romano, Astragalo Gallo.

## Storia
Fu probabilmente sede di un abitato romano, come indicano alcuni resti (tra cui un fregio dorico sembra indicare la presenza di un edificio importante). L'abitato, insieme ad altri piccoli insediamenti della zona, potrebbe essere sorto in seguito alla distruzione di Fregellae.
Il castello, testimoniato a partire dal 1097, ma forse di origine longobarda, era associato a Monte San Giovanni Campano. In un primo momento dominio dei Girini (o Girindi), passò quindi sotto la signoria di Veroli e quindi ai D'Aquino. Secondo una notizia l'insediamento subì una distruzione nel 1252.
Il territorio fu sede di combattimenti tra angioini e aragonesi nel XV secolo per passare definitivamente nel secolo successivo sotto il dominio dello Stato della Chiesa. Fu zona di brigantaggio e tra la fine del XVIII e gli inizi del XIX secolo vi si organizzarono bande armate contro l'occupazione francese.
In età moderna diversi edifici del paese furono danneggiati dal terremoto di Avezzano nel 1915. Durante la seconda guerra mondiale il centro abitato subì altre distruzioni ad opera dei tedeschi in ritirata.

### Simboli
Lo stemma e il gonfalone sono stati concessi con decreto del presidente della Repubblica dell'11 ottobre 1999.
Lo stemma del comune è costituito da uno scudo d'argento, alla volpe rampante, posta a sinistra, afferrante con entrambe le zampe anteriori il gallo policromo, rivoltato, posto a destra, il tutto al naturale. Il gonfalone è un drappo di rosso.

## Monumenti e luoghi d'interesse
Gli edifici dell'abitato si dispongono lungo una via centrale che percorre la sommità della collina, seguendo le curve di livello, come molti centri fortificati. Sono visibili i resti delle mura di una torre quadrata.

### Architetture religiose
Chiesa San Michele Arcangelo
La chiesa principale, dedicata a San Michele Arcangelo fu rimaneggiata nel Settecento per volontà del vescovo di Veroli Lorenzo Tartagni e si presenta con un'unica navata. Fino alla metà degli anni quaranta nel paese era presente un'altra chiesa intitolata a San Rocco, la quale fu distrutta dai tedeschi durante la loro ritirata dal fronte di Cassino e ricostruita nell'anno 2024 sotto la guida del parroco: Don Luigi Crescenzi.

### Altro
Via Francigena

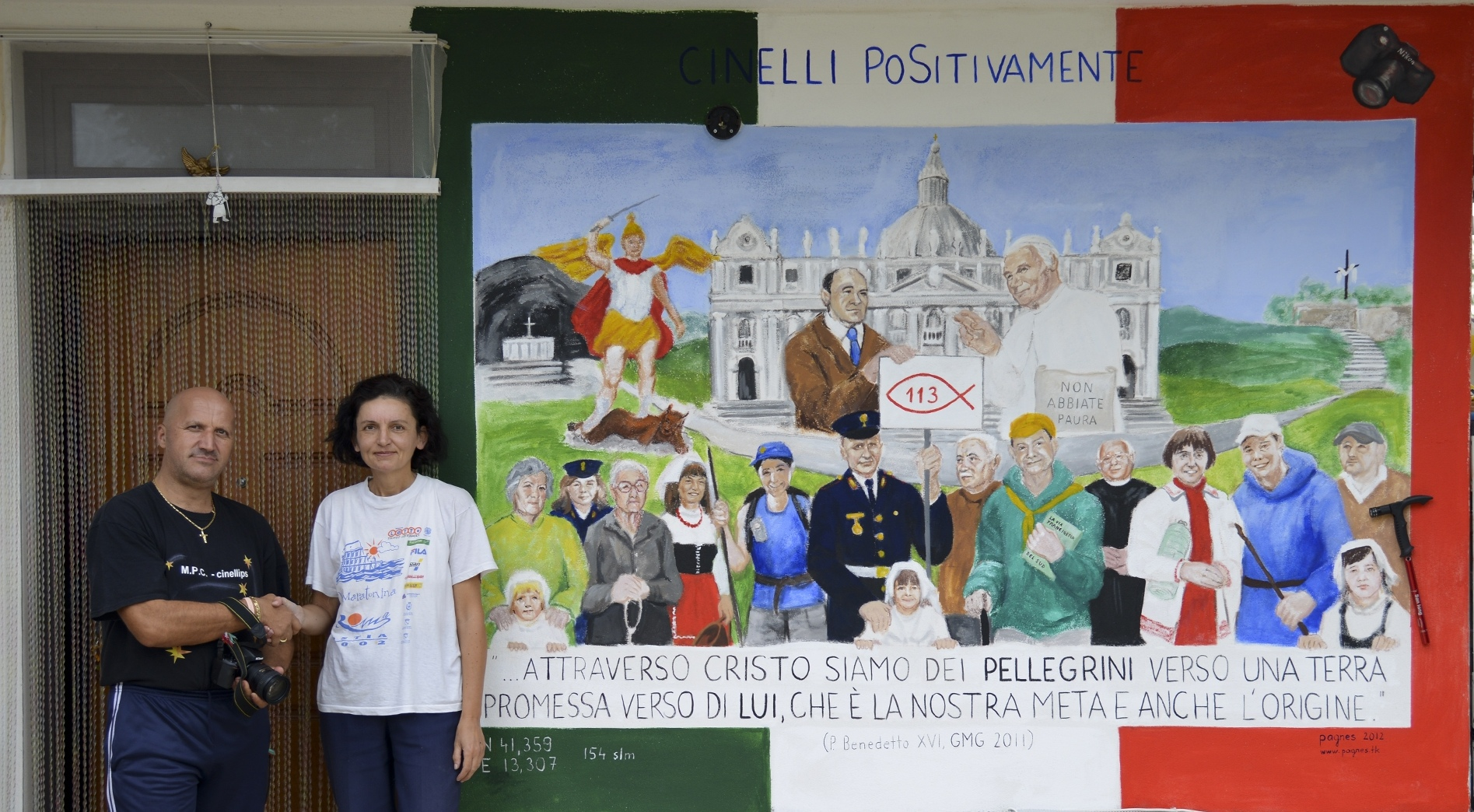
affresco "via Francigena Sud, punto 113"

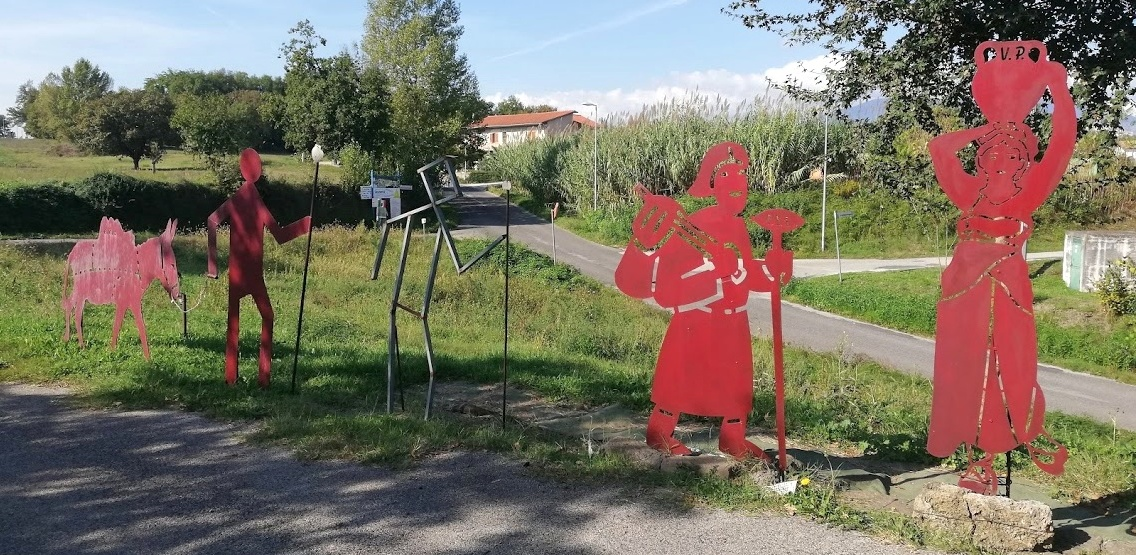
Sculture in ferro

Il territorio è inserito per circa 7 km sulla Guida della "via Francigena del Sud" alla V tappa: Veroli-Ceprano, seguendo il pesciolino rosso (Ichtus). Un cammino di fede che vede coinvolti (dal maggio 2011) sempre più pellegrini italiani, ma anche numerosi francesi, spagnoli, svizzeri, tedeschi, inglesi ed austriaci che percorrono a piedi il tragitto da Roma ai porti di imbarco pugliesi verso la Terra Santa. Suggestivo il punto 113 di questo lungo cammino (circa 777 km, suddiviso in 30 tappe a piedi o in bici) ove un ospitaliere/pellegrino/custode ha fatto realizzare da una artista italo-ungherese (Ágnes Preszler) un affresco/murales (il primo realizzato sul tema in Italia del cammino di fede: dimensione 270 cm × 210 cm) che rappresenta il senso del pellegrinaggio tra la raffigurazione di luoghi sacri (Monte Sant'Angelo, Basilica di San Pietro e Scala Santa di Gerusalemme) e la presenza di persone care al committente dell'opera.
Dal settembre 2014 al febbraio 2016 sono state realizzate otto sculture in ferro, ad altezza naturale con taglio al plasma che ben rappresentano il senso profondo del lento cammino di ogni pellegrino. Un quadro artistico particolarmente apprezzato dagli oltre 800 pellegrini transitati (dall'estate 2011 ad ottobre 2018) e numerosi curiosi che possono ammirare gratuitamente questo suggestivo museo a cielo aperto.

## Società

### Evoluzione demografica
Abitanti censiti

### Tradizioni e folclore
L'8 settembre si tiene la festa più antica del paese dedicata alla Natività della Beata Vergine Maria; la festa principalmente di carattere religioso, ha anche un'importanza sul piano socioeconomico e culturale a partire dalla tradizionale fiera che si tiene nella mattinata dell'8 settembre.

## Cultura

### Istruzione

#### Biblioteche
- Biblioteca comunale, ospitata nell'edificio scolastico “Costanza Viselli".[9]

### Cucina
Alimento tradizionale dei tempi antichi, la stesa è una pizza fritta fatta con un impasto di sola acqua e farina (senza lievito e cotta in olio bollente), successivamente farcita con vari prodotti alimentari (insaccati, verdure, ecc.).

## Economia
Le pendici delle colline sono sfruttate per le coltivazioni. Molti degli abitanti tuttavia lavorano negli stabilimenti industriali dei centri vicini. Si sono inoltre sviluppati laboratori artigianali nel campo dell'abbigliamento, della pelletteria e del legno, con l'azienda Aranova Legno System.
L'azienda più importante è la Valid Plastic, azienda specializzata nello stampaggio e assemblaggio di componenti elettrici, interruttori industriali ed affini.
Ricca è la presenza di individui impiegati nel campo dell'edilizia; per quanto riguarda le attività commerciali, vi è maggioranza di mercati e supermercati alimentari; scarseggiano negozi di abbigliamento e altri tipi di attività di vendita al dettaglio.
Di seguito la tabella storica elaborata dall'Istat a tema Unità locali, intesa come numero di imprese attive, ed addetti, intesi come numero di addetti delle imprese locali attive (valori medi annui).
|                | 2015                  |                              |                            |                |                       |                     | 2014                  |                | 2013                  |                |
| -------------- | --------------------- | ---------------------------- | -------------------------- | -------------- | --------------------- | ------------------- | --------------------- | -------------- | --------------------- | -------------- |
|                | Numero imprese attive | % Provinciale Imprese attive | % Regionale Imprese attive | Numero addetti | % Provinciale Addetti | % Regionale Addetti | Numero imprese attive | Numero addetti | Numero imprese attive | Numero addetti |
| Strangolagalli | 138                   | 0,41%                        | 0,03%                      | 356            | 0,33%                 | 0,01%               | 143                   | 343            | 152                   | 350            |
| Frosinone      | 33.605                |                              | 7,38%                      | 106.578        |                       | 6,92%               | 34.015                | 107.546        | 35.081                | 111.529        |
| Lazio          | 455.591               |                              |                            | 1.539.359      |                       |                     | 457.686               | 1.510.459      | 464.094               | 1.525.471      |

Nel 2015 le 138 imprese operanti nel territorio comunale, che rappresentavano lo 0,41% del totale provinciale (33.605 imprese attive), hanno occupato 356 addetti, lo 0,33% del dato provinciale; in media, ogni impresa nel 2015 ha occupato due addetti (2,58).

## Infrastrutture e trasporti

### Strade
Il paese è collegato tramite la SP 146 a Monte San Giovanni Campano e a Ripi.

## Amministrazione
Nel 1927, a seguito del riordino delle circoscrizioni provinciali stabilito dal regio decreto n. 1 del 2 gennaio 1927, per volontà del governo fascista, quando venne istituita la provincia di Frosinone, Strangolagalli passò dalla provincia di Roma a quella di Frosinone.
| Periodo       | Periodo      | Primo cittadino        | Partito      | Carica  | Note |
| ------------- | ------------ | ---------------------- | ------------ | ------- | ---- |
| giugno 1952   | maggio 1956  | Alberto Querqui        |              | Sindaco |      |
| giugno 1956   | ottobre 1960 | Vincenzo Viselli       |              | Sindaco |      |
| novembre 1960 | giugno 1962  | Eleuterio Valeri       |              | Sindaco |      |
| luglio 1962   | maggio 1980  | Amato Lisi             |              | Sindaco |      |
| giugno 1980   | aprile 1990  | Corradino Vecchiarelli |              | Sindaco |      |
| maggio 1990   | giugno 1999  | Franco Tomassi         |              | Sindaco |      |
| giugno 1999   | giugno 2004  | Franco Testa           | Lista civica | Sindaco |      |
| giugno 2004   | maggio 2014  | Antonio De Vellis      | PDL          | Sindaco |      |
| maggio 2014   | maggio 2019  | Giovanni Vincenzi      | Lista civica | Sindaco |      |
| maggio 2019   | giugno 2024  | Roberto De Vellis      | Lista civica | Sindaco |      |
| giugno 2024   |              | Mauro Celli            | Lista civica | Sindaco |      |